# Julieta Venegas
Julieta Venegas   (Long Beach, 24 de novembre de 1970), de nom complet Julieta Venegas Percevault, és una cantant i compositora pop, multiinstrumentista, productora, actriu i activista mexicoestatunidenca, que va créixer a Tijuana, Baixa Califòrnia, Mèxic. Als últims anys de la seva dilatada carrera, ha esdevingut una de les personalitats més rellevants dins el gènere del pop llatí.
Es calcula que ha venut 10 milions de discos a tot el món. Al llarg de la seva carrera ha guanyat vuit Premis Grammy Llatins, set MTV Awards, set premis de Broadcast Music, Inc., cinc certificats VEVO, tres premis Oye!, dos Billboard Music Awards 
i 100 premis més rebuts. També ha estat guardonada amb el premi Master of Latin Music Award al Berklee College per la seva carrera i un premi Musa en honor a les seves composicions.

## Biografia
Filla dels fotògrafs mexicans Julia Edith Percevault y José Luis Venegas, comença a estudiar piano clàssic a l'edat de 8 anys com a passatemps. De seguida va mostrar gran interès per la música i volgué convertir-se en directora d'orquestra i continua els estudis de teoria musical, practicant piano i violoncel a l'Escuela de Música del Noroeste (Tijuana, Southwestern College, San Diego).
Paral·lelament a la música es prepara per a la Universitat, moment en què és convidada a unir-se al grup de reggae/ska Chantaje, posteriorment Tijuana No. En col·laboració amb Alex Zuñiga va compondre "Pobre de ti", un dels èxits més popular de la banda.
Julieta Venegas es dedica també a musicalitzar peces teatrals, com "Sirenas del corazón", d'Edward Coward o, un cop instal·lada a Ciutat de Mèxic, "Calígula probablemente" de Francisco Franco, el 1995, que va estar un any en cartellera. Ràpidament va entrar en contacte amb la banda Café Tacuba i altres músics progressistes de la capital mexicana, i va agafar un nou instrument que es convertiria en part integral del seu so: l'acordió.
Aconseguint un lloc com acordionista al grup "Lula" En desintegrar-se el grup, Julieta comença a actuar en viu com a solista, i va crear un nou grup anomenat "La Milagrosa". Els seus companys de banda, Jorge Fratta i Rafa González, van continuar amb una carrera independent.
L'any 1996, Venegas va signar com a artista solista amb el gran segell BMG i va entrar a l'estudi de Los Angeles per gravar el seu àlbum debut, Aquí. Venegas va tocar el piano i l'acordió a l'àlbum produït per Gustavo Santaolalla. Editat l'any 1997, "Aquí" fa de Julieta Venegas una proposta inèdita en l'àmbit de la música popular mexicana.
Rep el premi El nostre Rock per "Millor Disc Revelació" de 1997 i participa tocant l'acordió en l'enregistrament del disc del grup Enanitos Verdes, titulat «Tracción Acústica».
La fama internacional li proporciona un gran nombre d'invitacions de diferents artistes i grups llatinoamericans com Sasha Sökol, Enanitos Verdes, Sr. González, Los Tres, Liquits, Cartel de Santa, Eugenia León i Enrique Bunbury.
El 1998, va participar en la gira "De diva voz" amb Ely Guerra i Aurora y la Academia per Mèxic i els Estats Units. Poc després fa una gira per tot l'Estat espanyol amb el nom "Calaveras y diablitos", juntament amb Aterciopelados i Los Fabulosos Cadillacs.
L'any següent continua a festivals internacionals de tot el món: "Midem Américas" (Miami), "Generación Ñ" (Espanya), "Rock Al Parque de Bogotà" (Colòmbia) i Festival "El Hatillo" (Veneçuela).
El 1999, apareix a la versió mexicana del videoclip "Infinito" d'Enrique Bunbury.
Un any després, el 2000, enregistra el tema "Amores perros (me van a matar)" per al film Amores perros. Bueninvento, novament amb la producció de Gustavo Santaolalla i Joe Chicarelli, és el nom del següent disc llançat el setembre del mateix any. N'és autora de totes les cançons excepte una.
El cantautor asturià Víctor Manuel la convida el 2002 a participar en l'homenatge a Joaquín Sabina, on interpreta el tema "Corre dijo la tortuga".
A finals de 2003 publica un nou àlbum: Sí, produït per Coti Sorokin i Cachorro López, el de més èxit fins aquell moment i del qual va vendre més de 500.000 còpies.
El 2004 col·labora en el disc "Neruda en el corazón" amb artistes de la talla d'en Joan Manuel Serrat, Pablo Milanés o Ana Belén. Va posar música al poema "A callarse".
Juntament amb Paulina Rubio participa en el tema "Nada fue un error" de l'argentí Coti, cançó que la va popularitzar a les terres de parla catalana. L'any 2006 enregistra a Buenos Aires l'àlbum Limón y Sal, el primer senzill del qual fou Me voy. També fa una aparició a la televisió aquest any, a la telesèrie Yo soy Bea.
El seu primer àlbum en directe, MTV Unplugged (2008), va vendre més de 400.000 còpies digitals i així va obtenir una certificació de diamant a Mèxic. Amb Sony Music, al març de 2010, va llençar el seu cinquè àlbum "Otra cosa" amb primer senzill Bien y mal. El 2013 va treure el sisè disc Los momentos, amb el que es va moure a l'indie pop just després de ser mare, i el 2015 el setè Algo sucede amb el single Ese camino. va debutar al número 1 de la llista d'àlbums Latin Pop de Billboard.
Des de 2017 viu a Buenos Aires, on va debutar com a actriu de teatre a l'obra La Enamorada de l'escriptor argenti Santiago Loza i va llançar l'àlbum La Enamorada (2019) amb temes basats en l'obra.

## Discografia

### Àlbums
- 1997: Aquí (Or)
- 2000: Bueninvento (Or)
- 2003: Sí (àlbum) ESP #51 (3x Platí)[22]
- 2006: Limón y sal ESP #4 (Platí)
- 2008: MTV Unplugged Julieta Venegas ESP #18 (Platí) (3x Or)
- 2010: Otra cosa (Or) ESP #19
- 2013: Los momentos[17]
- 2015: Algo sucede[17]
- 2019: La enamorada
- 2022: Tu historia[23]

### Senzills
- de l'àlbum Aquí:
  - 1997: «De mis pasos»[24]
  - 1997: «Como sé»[25]

- de l'àlbum Bueninvento:
  - 2000: «Sería feliz»[26]
  - 2000: «Hoy no quiero»

- de l'àlbum Sí:
  - 2003: «Andar conmigo»[27]
  - 2004: «Lento»[28]
  - 2004: «Algo está cambiando»[29]
  - 2005: «Oleada»[30]

- de l'àlbum Limón y Sal:
  - 2006: «Me voy»[31] #1 ESP
  - 2006: «Limón y sal»
  - 2007: «Eres para mí» (amb Anita Tijoux)[32]
  - 2007: «Primer día» (amb Dante Spinetta)[33]
  - 2007: «De qué me sirve»

- de l'àlbum MTV Unplugged:
  - 2008: " «El presente»[34] ESP #3
  - 2008: «Algún día» (amb Gustavo Santaolalla)[35]

- de l'àlbum Otra cosa:
  - 2010: «Bien o mal»[36] ESP #45
  - 2010: «Despedida»[37]
  - 2011: «Ya conocerán»

- de l'àlbum Los momentos:
  - «Tuve para dar»[38]
  - «Te vi»[39]

- de l'àlbum Algo sucede
  - 2015: «Ese camino»[17]
  - 2015: «Buenas noches, desolación»[40]
  - 2016: «Tu calor»
  - 2016: «Todo está aquí»

- de l'àlbum Tu historia
  - 2022: «Mismo amor»[41]
  - 2022: «Caminar sola»[42]
  - 2022: «En tu orilla»[43]
  - 2022: «Te encontré »[44]
  - 2022: «La nostalgia»[45]
  - 2022: «Tu historia»

- altres
  - 2004: «Sueños»
 (amb Diego Torres)[46] del disc MTV Umplugged de Diego Torres
  - 2005: «Nada fue un error» (amb Coti i Paulina Rubio) del disc Esta mañana y otros cuentos de Coti[47]
  - 2007: «Perfecta» (amb Miranda!) del disc El disco de tu corazón de Miranda![48]
  - 2007: «Morena Mía» (amb Miguel Bosé) del disc Papito de Miguel Bosé[49]
  - 2009: «Bajo otra luz» (amb Nelly Furtado i La Mala Rodríguez) del disc Mi plan de Nelly Furtado[50]
  - 2012: «No me importa el dinero» (amb Los Auténticos Decadentes) del disc En Vivo en el Palacio de los Deportes - 25 Aniversario de Los Auténticos Decadentes
  - 2019: «Acaríñame» (amb Los Ángeles Azules i Juan Ingaramo)[51] del disc De Buenos Aires para el Mundo de Los Ángeles Azules
  - 2019: «Mujeres» (amb Miau Trío)[52] (sense àlbum)
  - «Lo Siento BB:/» (amb Tainy i Bad Bunny)[53] (sense àlbum)

## Col·laboracions destacables
- Banda sonora de la pel·lícula Amores perros. Produït per: Lynn Fanchtein, Gustavo Santaolalla, Alejandro González Iñárritu i Anibal Kerpel. Cançó: "Me van a matar", 2000.
- Ofrenda. Canta: Pedro Guerra/Julieta Venegas. Cançó: "Niños", 2001, BMG.
- Tribut Neruda en el corazón. Cançó: "A callarse", 2004.
- Enrique Bunbury. Cançó: "Infinito" (Vídeo). Canta: Enrique Bunbury; acordió: Julieta Venegas. Àlbum: Pequeño', 1999, BMG.
- Voy a perder la cabeza por tu amor. Canta: Enrique Bunbury/Julieta Venegas. Àlbum: Pequeño, 1999, BMG.
- Entre todas las mujeres: voces de mujer cantan a Joaquín Sabina. Cançó: "Corre, dijo la tortuga".
- Calamaro querido: cantando al Salmón (Parte 2). Cançó: "Sin documentos" (inclòs a l'àlbum Limón y sal).